# 瓦莉·约内斯库
瓦莉·约内斯库（羅馬尼亞語：Vali Ionescu，1960年8月31日—），罗马尼亚女子田径运动员。她曾代表罗马尼亚参加1984年夏季奥林匹克运动会田径比赛，获得女子跳远银牌。